# Teun Toebes
Teun Toebes (Best, 1999) is een Nederlandse verpleegkundige, auteur, en spreker die bekend staat om zijn werk met mensen met dementie. Hij heeft verschillende initiatieven opgezet om het bewustzijn en de zorg voor mensen met dementie te verbeteren.

## Levensloop

### Vroege leven
Toebes werd geboren in Best, een plaats in de provincie Noord-Brabant. Hij studeerde zorgethiek en beleid aan de Universiteit voor Humanistiek in Utrecht.

### Carrière
Toebes begon zijn carrière in de zorgsector als verzorger bij Archipel Zorggroep van mei 2017 tot juli 2020. In februari 2018 richtte hij de stichting 'sTeun en toeverlaat op, die gratis geluksmomenten creëert voor mensen die leven met dementie. Van april 2019 tot november 2020 werkte Toebes als redacteur voor Denkbeeld bij Bohn Stafleu van Loghum. In augustus 2020 werd hij geregistreerd als verpleegkundige bij AxionContinu, waar hij ook lid was van het Dementie Kennisnetwerk en het expertteam van de Wet Zorg en Dwang tot juli 2022.
Sinds april 2021 is hij medeoprichter en voorzitter van de Article 25 Foundation, een non-profitorganisatie die zich inzet voor mensen met dementie. In hetzelfde jaar werd hij lid van de raad van advies voor de Nationale Dementiestrategie van het Ministerie van Volksgezondheid, Welzijn en Sport.
Toebes heeft verschillende publicaties op zijn naam staan, waaronder zijn boek VerpleegThuis dat in 2021 debuteerde op nummer 1 in de Bestseller 60. Het boek is gebaseerd op zijn ervaringen in het verpleeghuis en pleit voor een mensgerichte benadering van dementiezorg. Hij treedt ook op in het theater, waarbij hij met de voorstelling VerpleegThuis verschillende locaties bezoekt. In 2023 werd aangekondigd dat het boek zou worden verfilmd tot een dramaserie.

#### Verblijf in verpleeghuis
Sinds 2021 woont Toebes in een verpleeghuis op een gesloten afdeling voor mensen met dementie. Hij pleit voor een andere vorm van zorg, waarbij zijn huisgenoten als mens worden gezien. Hij heeft een documentaire, Human Forever, gemaakt over hoe elders in de wereld wordt gezorgd voor mensen met dementie en pleit voor meer medemenselijkheid in de zorg.

## Erkenning
Toebes heeft verschillende prijzen gewonnen voor zijn werk en inzet voor mensen met dementie. In 2019 werd hij uitgeroepen tot Brabander van het Jaar. In 2020 won hij de Young Impact Award voor zijn YouTube-video's over ouderen met dementie. In 2021 won hij de eerste Cinekid Zapp Young Talent Award.

### Bestseller 60
| Boeken met noteringen in de Nederlandse Bestseller 60 | Jaar van verschijnen | Datum van binnenkomst | Hoogste positie | Aantal weken | Opmerkingen |
| ----------------------------------------------------- | -------------------- | --------------------- | --------------- | ------------ | ----------- |
| VerpleegThuis                                         | 2021                 | 17-11-2021            | 1(1wk)          | 14           |             |
| Een wereld te winnen                                  | 2023                 | 20-11-2023            | 9               | 3            |             |

- Gemeinsame Normdatei: 1282116967
- International Standard Name Identifier: 0000 0005 0676 8034
- Library of Congress Control Number: no2023114360
- Nederlandse Thesaurus van Auteursnamen: 434371572
- Virtual International Authority File: 678163874223645721900